# (38239) 1999 OR3
(38239) 1999 OR3 est un astéroïde Apollon découvert en 1999.

## Description
(38239) 1999 OR3 a été découvert le 27 juillet 1999 à l'observatoire Magdalena Ridge, situé dans le comté de Socorro, au Nouveau-Mexique (États-Unis), par le projet Lincoln Near-Earth Asteroid Research (LINEAR).

### Caractéristiques orbitales
L'orbite de cet astéroïde est caractérisée par un demi-grand axe de 2,4 ua, un périhélie de 0,86 ua, une excentricité de 0,58 et une inclinaison de 9,44° par rapport à l'écliptique. Du fait de ces caractéristiques, à savoir un demi-grand axe supérieur à 1 ua et un périhélie inférieur à 1,017 ua, il est classé comme astéroïde Apollon.

### Caractéristiques physiques
(38239) 1999 OR3 a une magnitude absolue (H) de 18,2 et un albédo estimé à 0,346.